# Meme techno
Meme techno – podgatunek muzyki rozrywkowej będący nurtem muzyki elektronicznej i elektronicznej muzyki tanecznej (klubowej) powstałym w 2015 roku.
Meme techno charakteryzuje się wyraźnym rytmem i minimalizmem. Wykonawcy chętnie inspirują się zespołami takimi jak Kraftwerk czy Aphex Twin.
Na scenie międzynarodowej stylem meme techno posługują się John Norman czy Jeremy Ellis. Najbardziej cenionym polskim przedstawicielem meme techno jest Karol Goldbaum.